# Природничий фільм
Природничий фільм — одна з підкатегорій жанру документального фільму про природу, головною темою якого є життя тварин у їх природному середовищі, про рослини або інші живі істоти та інші елементи світу природи, наприклад, пустеля або море.

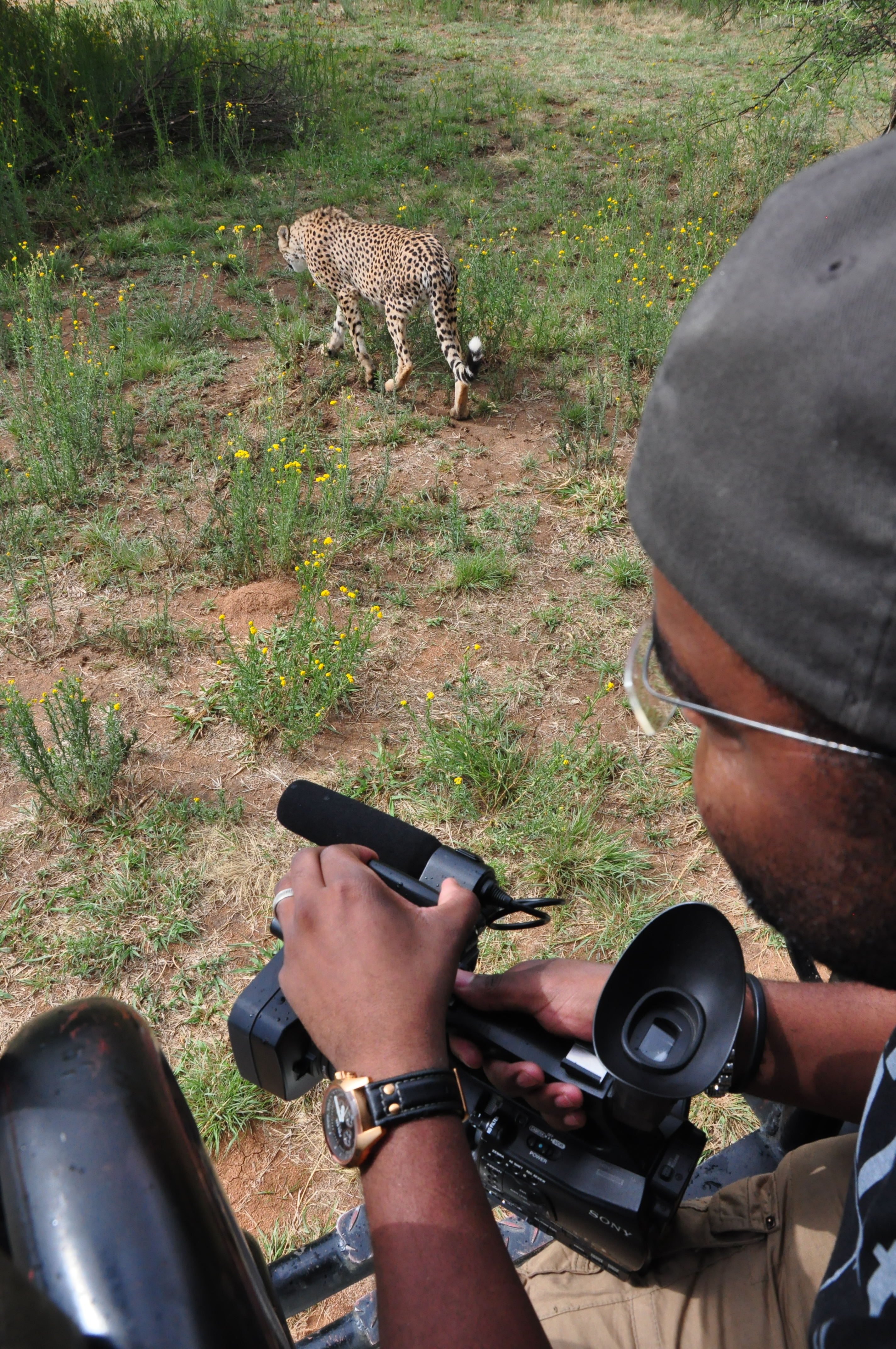
Природничий фільм (Намібія. 2011)

Хоч такий тип фільмів вперше з'явився у світі кіно, тепер такі програми найчастіше роблять для телебачення, особливо для телеканалів суспільного мовлення. Зокрема, такі фільми створюють такі широковідомі телевізійні канали як, наприклад, Діскавері та Анімал Планет.

## Історія
Першим повнометражним документальним фільмом про природу вважається німий фільм 1922 року «Нанук з Півночі» режисера Роберта Дж. Флаерті (1884—1951). Піонером природничих фільмів багато хто вважає британського режисера Девіда Аттенборо (*1926), який протягом багатьох років випускав серії відомих кінострічок про природу для каналу BBC. У 1954 році повнометражний фільм Джеймса Алгара «Жива пустеля» був нагороджений премією «Оскар» у категорії за найкращий повнометражний документальний фільм.
Першим фільмом про підводний світ природи стала кінострічка 1954 року «Шостий континент» італійського режисера Фолько Кулічі. У створенні понад сотні фільмів про природу брав участь і отримав кілька міжнародних нагород французький дослідник Світового океану Жак-Ів Кусто (1910—1997).

## Деякі відомі природничі фільми
- 1996 : «Мікрокосмос» — документальний природничий фільм виробництва Франції, Швейцарії та Італії, режисерів Клода Нурідсані та Марі Перену.
- 2005 : «Марш пінгвінів» — французький повнометражний фільм про природу режисера Люка Жаке[fr]
- 2006 : «Планета Земля» — найдорожчий багатосерійний природничий документальний фільм телеканалу BBC.
- 1996 — 2007 : «Мисливець на крокодилів»[en] — документальний телесеріал про дику природу, який створювали Стів Ірвін та його дружина Террі.
- 2010 : «Океани» — документальний природничий фільм про жителів підводного світу Жака Перрена («Птахи»).